# کازوهیسا کاواهارا
کازوهیسا کاواهارا (ژاپنی: 河原 和寿؛ زادهٔ ۲۹ ژانویهٔ ۱۹۸۷) یک بازیکن فوتبال اهل ژاپن است.
از باشگاه‌هایی که در آن بازی کرده‌است می‌توان به باشگاه فوتبال آلبیرکس نیگاتا، باشگاه فوتبال توچیگی، باشگاه فوتبال اوئیتا ترینیتا و باشگاه فوتبال اهیمه اشاره کرد.